# Тудакульське водосховище

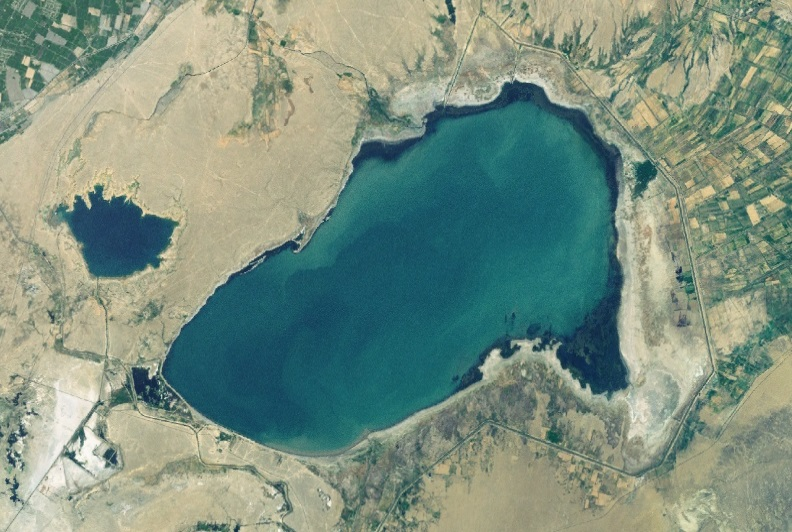
Вид водосховища з повітря. Зі сходу водойму обходить друга черга Аму-Бухарського каналу, а з північного заходу до Тудакульского сховища прямує скидний канал Хархурського гідровузла. Західніше від Тудакуля видно Куюмазарське водосховище

Тудакульське водосховище – гідротехнічний об’єкт в центральній частині Узбекистану, на східній околиці Бухарської оази.
В 1952-му році  під час повені на річці Зеравшан унаслідок прориву води до природної западини Тудакуль в останній виникла водойма. В 1968-му її почали перетворювати на наливне водосховище, яке у підсумку запустили в 1977-му, на наступний рік після введення в дію другої черги Аму-Бухарського машинного каналу (АБМК), що подала до Бухарської оази великі обсяги води. При нормальному рівні поверхні на позначці 224 метра НРМ Тудакульске водосховище має довжину та ширину 15 км та 14 км, проте завдяки рел’єфу для перетворення западини на сховище з глибиною до 11,7 метра знадобились земляні дамби загальною довжиною лише 4 км з висотою до 12 метрів та шириною по гребеню 20 метрів, що потребувало відсипки 857 тис м3 матеріалу.
Водосховище має площу поверхні 162 км2 та загальний об’єм 1200 млн м3, з яких 600 млн м3 відноситься до корисного об’єму, чому відповідає коливання рівня між позначками 219,9 та 224 метра НРМ.
АБМК підходить до Тудакульського водосховища з півдня, після чого розгалужується на три гілки – канал першої черги, що прямує на північний захід до Куюмазарської насосної станції (живить канал Північно-західна гілка та Куюмазарське водосховище), канал-перемичку для скиду ресурсу до Тудаколя та канал другої черги, який обходить водойму зі сходу та після сполучення на північ від неї з перемичкою для видачі води зі сховища прямує до Кизилтепінської насосної станції (живить канали, що ведуть до Хархурського та Шафірканського гідровузлів).
З північного заходу до Тудакульського водосховища підходить скидний канал Хархурського гідровузла (Верхньо-Бухарський канал), що дозволяє за потреби скидати надлишковий ресурс з річки Зеравшан.
Є відомості, що станом на кінець 2010-х до Тудакульського водосховища скидались дренажно-колекторні води (відводяться з іригованих земель та мають дещо підвищений вміст солей) колектора Уртаобод (в 2018 – 2020 роках стік по ньому становив від 130 до 138 млн м3 на рік).